# Compañía Colonial
Compañía Colonial o "La Colonial" como se le conocía popularmente, fue fundada por el empresario Jaime Méric en 1854 en Madrid, y trasladada al municipio madrileño de Pinto en 1866. Se trata de la primera fábrica de chocolate movida al vapor de España, además de una de las piezas fundamentales en el engranaje de la sociedad pinteña y una de las difusoras del cambio social y económico en el municipio madrileño de Pinto durante décadas. 
Además de chocolate, la empresa produjo té, tapioca y café. Fue proveedora de numerosas casas reales y obtuvo reconocimiento internacional y varias medallas gracias a su excelencia en la elaboración del chocolate.
Su instalación en el municipio pinteño se considera uno de los acontecimientos más importantes del siglo XIX para el pueblo, pues proporcionó puestos de trabajo cuando éste escaseaba e invirtió para mejorar sus escasas infraestructuras y fomentar su desarrollo. 
Gracias al trabajo de investigación del historiador local, Mario Coronas, en artículos y en su libro del 150 aniversario, se pudo rescatar el pasado glorioso ya olvidado de esta empresa chocolatera pionera.

## Historia

### Jaime Méric Saisset
Jaime Méric (21 de noviembre de 1800 Perpiñán, Francia - 30 de diciembre de 1888 Perpiñán, Francia), cuyo nombre completo era Jacques François Antoine Méric Saisset, nace en la ciudad francesa de Perpiñán, al noroeste de la península ibérica, el 21 de noviembre de 1800. Jaime fue un importante miembro de la dinastía Méric de la que provenían reputados comerciantes, políticos, banqueros y propietarios. Su padre, Jacques Méric Mouran, junto a su hermano, Jean Méric Mouran, alcalde de Perpiñán y Caballero de la legión de honor, fueron los fundadores de la casa Méric Mouran, dedicada a la alimentación. El 24 de octubre de 1832 se casa con su prima, Elena Méric Cantaloup, con la que tuvo dos hijos, Amelia y Edmundo Méric. 

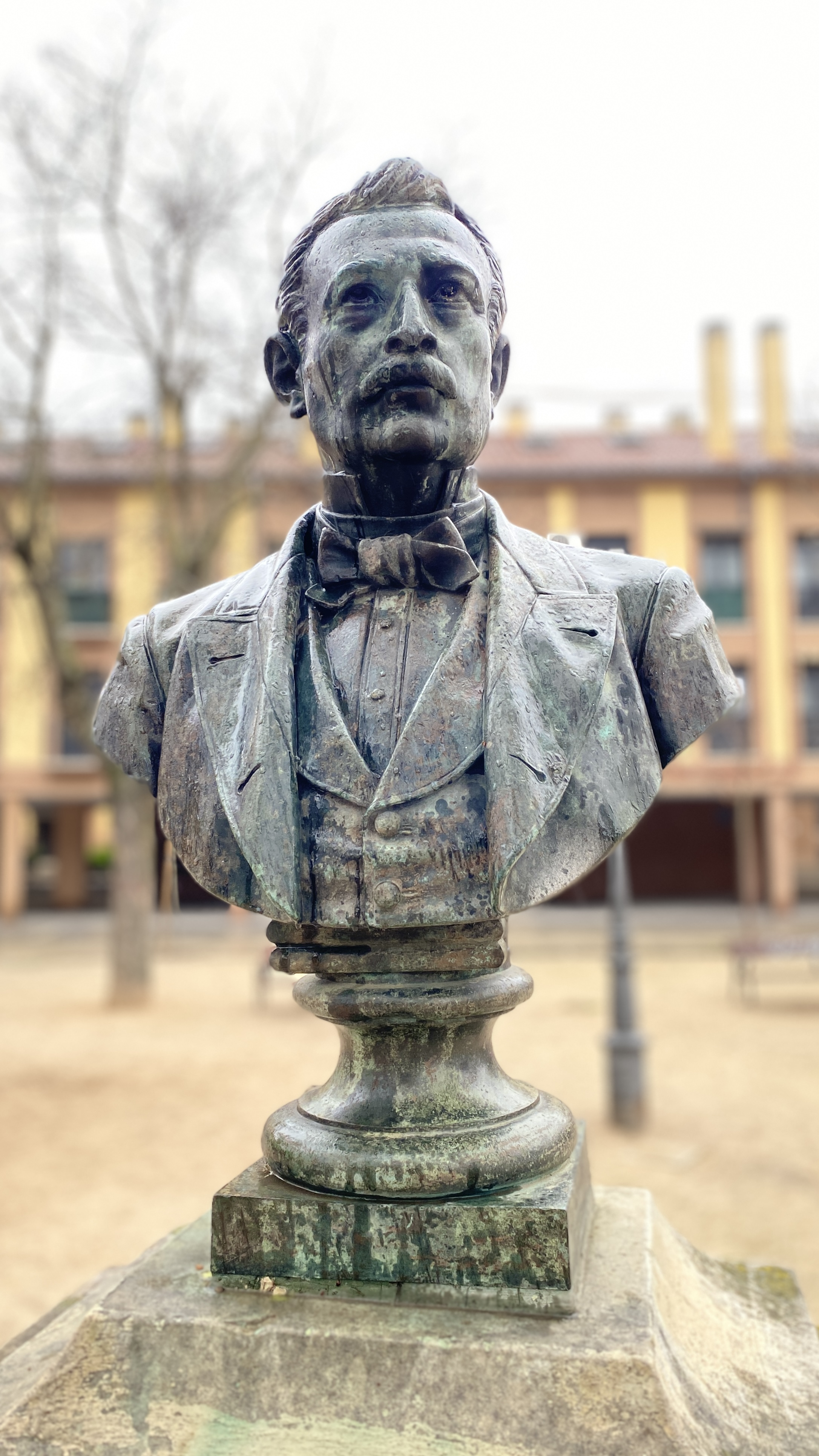
Busto de Jaime Méric. Plaza Jaime Méric. Pinto, Madrid. (Archivo propio) Fuente: wikimedia commons. Autor/a: Paris Layton

Jaime Méric continuó con el mantenimiento del prestigio de la dinastía, al igual que sus antepasados, siendo nombrado por los ciudadanos teniente alcalde y presidente del Tribunal de Comercio de Perpiñán, cargo que ejerció durante 10 años. Entre sus acciones cabe destacar la ayuda financiera que le proporcionó a la fundación l'indépendant des pyrenees-orientales. Más adelante, junto a su hermano Pedro Méric, funda una sociedad dedicada al cuidado de la compra de todo tipo de fondos públicos, franceses y extranjeros, en la calle Dr. Charles Richet de París.
Definido por su entorno como un hombre conservador y con poco afán por el progreso del movimiento revolucionario, pero con anhelo de abordar nuevos proyectos se traslada a Madrid en 1849 junto a su hermano y su primo y cuñado. Dónde, gracias a la abundancia de capital proveniente de sus buenos negocios y su impecable reputación, consigue llegar a ser uno de los hombres de negocios con más autoridad en la España del siglo XIX, e incluso llegó a fundar y gobernar la Casa de Banca en 1849, liquidada en 1965. Tras ello, y durante la observación de la mala producción chocolatera española debido a la deficiencia en los procedimientos de su fabricación, decide visitar varias empresas de renombre en el extranjero y experimentar en un modesto taller industrial parisino con diversas variedades de cacao. Ideó la construcción de una fábrica a gran escala que finalmente consigue llevar a cabo.   
Tras casi toda una vida dedicado a la fabricación chocolatera, Jaime Méric decide dejar la empresa en manos de su hijo Edmundo en 1887. Un año más tarde, el 30 de diciembre de 1888, Jaime fallece a los 88 años en la localidad francesa de Perpiñán. Su manera de producir chocolate, sin duda alguna, supuso una auténtica revolución, pues anteriormente el chocolate se elaboraba a mano o utilizando molinos de tracción animal. La fábrica obtuvo un gran éxito y reconocimiento internacional. Fue proveedora de las cortes de España, Bélgica, Baviera, Brasil, Prusia, Noruega, Brasil y México. La Compañía Colonial llegó a vender sus productos al Papa Pío IX. Méric y su hijo fueron galardonados por numerosos países por su trabajo.

### Orígenes de la Compañía Colonial
En el año 1854, Jaime Méric inaugura la Compañía Colonial en Madrid junto con su hermano Pedro Méric y su primo Enrique, instalando su fábrica en el Paseo del Prado, donde actualmente se encuentra el hotel Ritz. El nombre de la empresa hace referencia, a la por aquel entonces, colonia de Guinea, donde los Méric tenían propiedades y extraían materia prima para elaborar su chocolate. La fábrica contaba con maquinarias completamente nuevas lo que les permitió no solo elaborar chocolates, sino también cafés, tés y sopas. Además, esta nueva maquinaria proveniente del extranjero funcionaba a vapor lo que, a su vez, facilitó la producción a gran escala y la accesibilidad de los productos a todas las clases sociales. No obstante, pese a ello, los inicios no fueron fáciles. Otros fabricantes empezaron a tener envidia de las renovadas instalaciones que poseía la fábrica de los Méric, quienes vieron peligrar sus negocios tras una posible revolución en la industria chocolatera. El resentimiento fue creciendo hasta tal extremo que, incluso, se llegaron a difundir falacias acerca de la calidad del chocolate de la Compañía. Afirmaban que el brillo que se les quedaba a  las tabletas de chocolate era a causa de capas de barniz dañino para la salud. Un rumor que poco tardó en difamarse, pero que no hizo caer a los Méric, quienes permanecieron firmes y con calma en todo momento.
El 6 de diciembre de 1855, debido a su gran éxito, los Méric abren un nuevo establecimiento de la Compañía Colonial en la calle de la Montera, 16. Tras dos años de apertura, los éxitos fueron tales que la casa llegó a vender un millar de libras de chocolate en la plaza de Madrid. La demanda fue cada vez más en aumento y se vieron obligados a cambiar la producción para poder cubrirla ampliando y remplazando la maquinaria por una de mayor potencia aumentando el consumo a dos mil quinientas libras de chocolate al día.
Al cabo de un tiempo, la fábrica empezó a quedarse falta de espacio con motivo de su éxito y Méric decidió trasladarla a un punto que no se hallase dentro del recinto de Madrid pero que, a su vez, no se encontrase a mucha distancia de la ciudad. Con esa finalidad compró algunos terrenos al pie de la estación de Pinto, un pueblo cercano a la capital que encontró atractivo por su localización, ya que era el centro geográfico de la península ibérica y una de las paradas intermedias de la línea de ferrocarril Madrid-Aranjuez (inaugurada en 1851), lo que garantizaba una buena comunicación. Así, la empresa se instaló en el municipio de Pinto en 1866 y demolió la antigua fábrica a instancia del ayuntamiento de la capital. Finalmente el 1 de agosto de 1866 comenzó a funcionar la nueva fábrica. La fábrica de Pinto inició las producciones con 3.500 libras de chocolate diarias que fueron aumentando progresivamente hasta alcanzar las 15.000 libras diarias en el año 1880. Pese al gran éxito ya obtenido, Méric vio en ella la posibilidad de fabricar mucho más, solo era necesario buscar nuevos mercados en las provincias. Aunque sus planes se vieron truncados tras el abandono del negocio de su primo Enrique y la muerte de su hermano Pedro, lo que llevó a Jaime, en el año 1887, a ceder la fábrica a su hijo Edmundo. Un año más tarde, el 30 de diciembre de 1888, Jaime Méric fallece en su ciudad natal, Perpiñán a los 88 años. 
La sociedad comanditaria se fundó en Madrid con el nombre de "Jaime Méric y Cía", denominación que duró poco pues en 1884, a causa de una refundación de a sociedad, fue sustituida por "Méric y Compañía-Compañía Colonial", aunque este no fue su único cambio ya que unos años más tarde, en 1887, se vuelve a reemplazar por una nueva sociedad dirigida por Edmundo Méric y Nicolás Lancha. El impecable trabajo de la nueva gerencia de la compañía hizo aumentar aún más la producción, hasta el punto de verse obligados a ampliar la superficie de sus talleres. El éxito fue en crescendo durante muchos años e, incluso, Edmundo Méric llegó a recibir diversos premios gracias a su gran trabajo lo que le permitió también ocupar puestos de gran relevancia tales como miembro directivo de las Cámaras de Comercio, Industria y Navegación, vocal de la Sección industrial de la provincia de Madrid o presidente de ésta. 
A causa de una enfermedad, Edmundo fallece el 27 de junio de 1910 en su domicilio de Madrid. La empresa continúa con el legado familiar y es traspasada a sus hijos, Ernesto y Alberto Méric, quienes, pese a sus esfuerzos por mantener la producción y el legado chocolatero en 1940, un año después de que diera fin la Guerra Civil y tras el fallecimiento de Alberto, Ernesto vende la fábrica de Pinto a un grupo empresarial y a otra entidad las oficinas centrales situadas en la capital suponiendo el fin de los Médic en la industria chocolatera. La empresa se vuelve a constituir cambiando pasando a denominarse "La Colonial, S.A." y es reconstruida por el prestigioso arquitecto Eladio Laredo puesto que, tras la Guerra Civil, las instalaciones habían quedado en muy mal estado, haciendo que la puesta en marcha del ciclo completo de fabricación se retrasase a los primeros meses de 1941. Ya en marcha, La Colonial, S.A. llegó al máximo de su producción con jornadas extras y aumentos continuados de las plantillas, tanto de hombres y mujeres, las cuales llegaron a suponer el 35% de dicha plantilla. Fue tal la rápida expansión de los productos fabricados que la dirección optó por alquilar en Madrid un local y una secretaría para la nueva sociedad que sirviera de almacenaje y, así, facilitar la distribución de los chocolates al gremio de la alimentación. Paralelamente se compró nueva maquinaria en el extranjero con el fin de aumentar aún más la producción y la calidad de los productos, proceso que no resultó ser nada fácil pues la Dictadura Franquista dificultaba el paso de productos extranjeros a través de las fronteras. La empresa dirigida por el conde de Rueda quebró y fue disuelta.
El 31 de julio de 1965 una cuarta parte de la fábrica La Colonial de Pinto es comprada por la sociedad López Moltó S.A. constituida Joaquín López Pérez chocolatero alicantino propietario de dos fábricas de chocolate, Eureka y Chocolates Doria; mientras que, el resto de la antigua fábrica fue demolida y en su lugar se construyeron bloques de viviendas. Con dicha compra, López Moltó S.A. se añadiría a la fábrica de Sevilla que, junto a la fábrica de Cádiz, Eureka, crearía toda una red de producción de cobertura, caoflor y tabletas de chocolate. Tras el cierre de la fábrica de Sevilla la maquinaria es trasladada a Pinto. Joaquín López Pérez fallece y se produce un cambio generacional que hace pasar a la compañía por momentos muy complicados hasta julio de 2002, donde se decide venderla a un grupo inversor, cambiándose con ello el accionariado de la empresa e iniciándose una nueva etapa para la firma chocolatera, la cual pasó a denominarse finalmente "Chocolates Eureka, S.A.", nombre que aún conserva en la actualidad.

### Compañía Colonial en Pinto
Compañía Colonial proporcionó puestos de trabajo a al menos medio millar de pinteños durante tiempos económicamente difíciles y fue la primera fábrica de Pinto que dio empleo a mujeres durante la industrialización. Asimismo, invirtió en la construcción de escuelas, en mejorar el alumbrado y las calles del pueblo y en la canalización de agua potable desde el lado oeste de la línea de ferrocarril hasta la fuente de la glorieta de Jaime Méric.

### Compañía Colonial durante la Guerra Civil
La fábrica desempeñó un papel muy importante durante la Guerra Civil: desde julio a noviembre de 1936, sirvió como refugio y almacén; y desde noviembre hasta el final de la contienda en 1939, sirvió de acuartelamiento.
El pueblo sufrió graves daños a causa de las bombas durante el conflicto, y varios empleados de Compañía Colonial fueron asesinados. En este período de tiempo, la fábrica se vio obligada a suspender la producción, no obstante, los Méric continuaron pagando el sueldo a sus trabajadores. Por este motivo, los republicanos decidieron recompensarles protegiendo su vivienda.

## Los Méric y Pinto
Los Méric fueron clave para el desarrollo de Pinto durante la Revolución Industrial. Por ello, los vecinos del pueblo decidieron homenajearlos poniendo su nombre a una plaza para Jaime y una calle para Edmundo. También costearon un busto en bronce esculpido por Elías Martín y Riesco e inaugurado el 19 de febrero de 1899. Bajo el busto, en una placa de mármol, podía leerse “Pinto a Jaime Méric”. La escultura se encuentra en la plaza Jaime Méric, situada frente a la torre de Éboli. La placa se perdió por la acción del tiempo y el 5 de mayo de 2016 fue recuperada en un acto institucional. Su hijo Edmundo Méric fue declarado hijo adoptivo de la villa de Pinto.

## Pinto, villa del chocolate
El ayuntamiento de Pinto y Eureka, empresa que continúa la tradición chocolatera de la ciudad, han impulsado un proyecto llamado “Pinto, Villa del Chocolate” con el objetivo de incluir al municipio en la ruta del chocolate y convertirlo en una atracción turística para los amantes del chocolate. En 2019, Pinto fue invitado a la presentación del Salón Internacional del Chocolate de Madrid para poner en valor su historia.